# メモリーズ/放浪カモメはどこまでも
『メモリーズ／放浪カモメはどこまでも』（メモリーズ／ほうろうカモメはどこまでも）は、日本のロックバンド・スピッツの通算22作目のシングルで、両A面シングル。2000年6月21日にポリドールより発売。初回盤のみスリーブケース仕様&ステッカー封入。

## 概要
1999年秋にロサンゼルスでレコーディングされたセルフプロデュース作品「メモリーズ」と、年明けに9thアルバム『ハヤブサ』の初期セッションでレコーディングされた「放浪カモメはどこまでも」の2曲を両A面として収録。ジャケットイラストは本秀康が手がけた。

## 収録曲
1. メモリーズ（作詞、作曲／草野正宗　編曲／スピッツ&クジヒロコ）
1999年の4月から6月にかけて行なわれたファンクラブ会員限定ツアー「spitzbergen tour '99 GO!GO! スカンジナビア vol.2」で、新曲として披露されていた曲[1]。
草野はライブで演奏する曲ということを前提にメロディーラインに頼らずノリ重視で作曲したために、元々シングルとして出す予定はなかったらしく、レコーディングはロサンゼルス、ミックスダウンはマイアミで行なわれた[2]。
サビの部分は三輪テツヤがユニゾンで歌い、クジヒロコがキーボードとバックボーカルを担当。9thアルバム『ハヤブサ』では、プロデューサーの石田小吉（現・石田ショーキチ）が作った新しいメロディーと新しい歌詞を加えて再アレンジし、「メモリーズ・カスタム」として収録された。
PV・CMでは、何故か中国の事故現場のシーンが使われている。この曲のサビの部分は、草野がファンでもあるプロ野球・福岡ソフトバンクホークスの選手であった、本間満のビジターでの応援歌に流用された。
収録アルバム：『ハヤブサ』（「メモリーズ・カスタム」としてリメイク）、『色色衣』、『CYCLE HIT 1997-2005 Spitz Complete Single Collection』
2. 放浪カモメはどこまでも（作詞、作曲／草野正宗　編曲／スピッツ&石田小吉）
TBS系『日立 世界・ふしぎ発見!』エンディングテーマ。前シングル「ホタル」と同時期にレコーディング。Aメロのタム回しは石田小吉のアイディア。『ミュージックステーション』や『CDTV』等の音楽番組などへの出演の際は、前曲の「メモリーズ」よりもこちらの曲が演奏されることが多かった。シングルバージョンはアルバム未収録。
仮タイトルは「ギターポップNo.1」。
間奏のシンセサイザーは石田がローランドのアナログシンセサイザーで演奏したもの[3]。
収録アルバム：『ハヤブサ』（album mixとして収録）

## 参加ミュージシャン
メモリーズ
- 草野マサムネ - Vocals, Guitars
- 三輪テツヤ - Guitars, Backing Vocals
- 田村明浩 - Bass
- 﨑山龍男 - Drums
- クジヒロコ - Keyboards, Backing Vocals

放浪カモメはどこまでも
- 草野マサムネ - Vocals
- 三輪テツヤ - Guitars
- 田村明浩 - Bass
- 﨑山龍男 - Drums
- 石田小吉 - Synthesizers